# Punta Oeste (Gran Malvina)
La punta Oeste (en inglés: West Point) es un cabo ubicado en el sureste de la isla Gran Malvina en las islas Malvinas, que marca la entrada oeste a la bahía Fox. Se halla enfrentado a la punta Este, cerca del sur del estrecho de San Carlos.
El extremo sur de este accidente geográfico es uno de los puntos que determinan las líneas de base de la República Argentina, a partir de las cuales se miden los espacios marítimos que rodean al archipiélago.